# (4407) Taihaku
(4407) Taihaku es un asteroide perteneciente al cinturón de asteroides, descubierto el 13 de octubre de 1988 por Masahiro Koishikawa desde la Estación Ayashi, Japón.

## Designación y nombre
Designado provisionalmente como 1988 TF1. Fue nombrado Taihaku en homenaje a la zona  suroeste de la ciudad de Sendai, donde hay un área recreativa conocida como Taihaku-ku, donde se han encontrado importantes restos arqueológicos de la Edad de Piedra. También porque la diosa Venus era conocida en la antigüedad con el nombre e “Taihaku”..

## Características orbitales
Taihaku está situado a una distancia media del Sol de 2,711 ua, pudiendo alejarse hasta 2,873 ua y acercarse hasta 2,550 ua. Su excentricidad es 0,059 y la inclinación orbital 4,711 grados. Emplea 1631 días en completar una órbita alrededor del Sol.

## Características físicas
La magnitud absoluta de Taihaku es 12,5. Tiene 9,316 km de diámetro y su albedo se estima en 0,311. Está asignado al tipo espectral Sa según la clasificación SMASSII.